# Nanou Philips
Nanou Philips (21 juni 2007) is een Belgische youtuber. Haar YouTube-kanaal Nanou ASMR bestaat sinds 28 januari 2019 en had eind 2020 meer dan 250.000 abonnees. In juli 2021 behaalde ze 500.000 abonnees. Haar kanaal staat in het teken van autonomous sensory meridian response (ASMR). In december 2021 behaalde haar kanaal 100 miljoen views en 600.000 abonnees. Op 9 november 2022 bereikte het kanaal de kaap van 1 miljoen abonnees.
Vanaf haar veertiende volgt ze huisonderwijs en reist ze met twee van haar broers de wereld rond. Hierover post ze video's op haar YouTube-kanaal Nanou Philips.
Nanou Philips plaatst sinds haar zevende jaar video's op YouTube. Ze plaatste toen video's op een account dat niet bedoeld is voor ASMR. Sinds begin 2019 richt zij zich hoofdzakelijk op het maken van ASMR-video's: in deze video's probeert zij middels fluisteren en het maken van specifieke geluiden de kijker zich te laten ontspannen en zelfs in slaap te laten vallen. Hiervoor had ze ook een nieuw kanaal aangemaakt.
In januari 2020 reikte ze in het Antwerpse Sportpaleis op het Gala van de Gouden K's een prijs uit aan Team Dylan Haegens.
In 2021 werd ze genomineerd voor een Jamie in de categorie "beste lifestyle".
In 2022 werd ze genomineerd voor een Jamie in de categorie "beste YouTuber".
Op 31 maart 2022 startte ze een TikTok-account waar ze ASMR-video's op plaatst: nanouasmrofficial. Haar eerste ASMR-TikTok van dat account haalde 40M views op 18 augustus 2022. In november 2022 behaalde ze ook op TikTok de 1.000.000 volgers.  